# Севилья, Нинон
Эмилия Перес Кастельянос (исп. Emelia Pérez Castellanos), более известная как Нино́н Севи́лья (исп. Ninón Sevilla) (10 ноября 1929, Гавана — 1 января 2015, Мехико) — кубино-мексиканская актриса, певица и танцовщица. Примадонна кубино-мексиканского кинематографа 1940—1950-х годов.

## Биография
Родилась 10 ноября 1929 года в столице Гаване. Она с самого раннего детства увлекалась пением, театром, балетом и мексиканским немым кинематографом. Вскоре её приглашают в качестве балерины на первую постановку мексиканского оперного спектакля и после окончания оперного спектакля зал взорвался аплодисментами. После успешного исполнения оперного спектакля, она всерьёз задумывается над карьерой актрисы.
В Мексику она переезжает в начале 1950 — х годов и снимается в первом мексиканском сериале вместе с другой не менее известной звездой — Либертад Ламарке, после которого две актрисы встретятся вновь в 1998 году и сыграют вместе в теленовелле «Узурпаторша».
В кино актриса дебютировала в 1946 году и с тех пор снялась в более чем 50 фильмах и 80 теленовеллах.
Для мексиканцев она не менее известна и знаменита как певица и танцовщица, исполняющая свои собственные песни разных жанров и разного толка. Её песни можно услышать и в сериалах, где она снималась, одним из которых является сериал «Дикая Роза», где в роли Сараиды актриса исполнила несколько своих душевных песен, одна из которых — знаменитая Курканчерра.
Актриса в 1990-х годах получает звание Главная примадонна мексиканского кинематографа, которое выдаётся великим и старейшим мексиканским деятелям кино, среди которых: Мария Антуанетта Понс, Мече Барба, Аманда Агилар и Роса Кармина.
Скончалась 1 января 2015 года у себя в доме в Мехико от сердечного приступа, который спровоцировал остановку сердца.

## Фильмография

### Сериалы телекомпанииTelevisa
- 1984 — Ты — моя судьба / Tú eres mi destino — Лича дель Рей
- 1987 — Дикая Роза / Rosa salvaje — Сараида Морено
- 1988—1991 — Я не верю мужчинам / Yo no creo en los hombres — Эмелия
- 1990 — Когда приходит любовь / Cuando llega el amor — Нина
- 1993 — Тайные намерения / Las secretas intenciones — Хулиета
- 1995 — Мария из предместья / María la del Barrio — Каридад
- 1998 — Узурпаторша / La Usurpadora — Качита Сьенфуэгос
- 1999 — Росалинда / Rosalinda — Асунсьон
- 1999—2000 — Три женщины / Tres mujeres — Иоланда
- 2000—2001 — Цена твоей любви / El precio de tu amor — Далила
- 2002 — Между любовью и ненавистью / Entre el amor y el odio — Масарена
- 2004 — Мой грех — в любви к тебе / Amarte es mi pecado — донья Галия де Каридад
- 2008—2009 — Прямые поставки / Central de abasto — La Jarocha
- 2011 — Как говорится / Como dice el dicho — Пола
- 2012—2013 — Как прекрасна любовь! / Qué bonito amor — донья Ремедиос